# La Resurrecció de Crist (Piero della Francesca)
La Resurrecció de Crist, o simplement La Resurrecció (en italià, La Ressurrezione) és un fresc (225 × 200 cm) de Piero della Francesca, pintat aproximadament entre el 1450 i el 1463 i conservat al Museu Cívic de Sansepolcro a la regió de Toscana a Itàlia.

## Història
L'obra és generalment datada als anys seixanta del Quattrocento, quan Piero treballava a Arezzo als frescs de les Històries de la Santa Creu, amb oscil·lacions que arriben també a la dècada dels cinquanta. El fresc es trobava en una sala del que era el palau del govern de la ciutat que avui és la seu del museu.
Amb l'aparició de l'interès per Piero cap a la meitat del segle xix, la Resurrecció va ser descoberta per viatgers anglesos i va ser àmpliament lloada al primer article en què es considerava Piero com un artista de primer ordre, escrit per Austen Henry Layard a la revista Quarterly Review. Layard va definir el Crist de Sansepolcro com «dotat d'una majestuositat terrorífica i no terrenal en el comportament, en els grans ulls fixats en el buit i en el traç tot i el seu aspecte distès». Molts van seguir les seves passes; així, amb la construcció de la primera línia ferroviaria que passava per Arezzo a mitjan devers 1860, els artistes anglesos, que ja havien admirat el Baptisme de Crist de la National Gallery, anaven a veure els frescs de Piero, del qual apreciaven el «laïcisme» de la seva nova ciència de la perspectiva i la seva inspiració que, segons ells, derivava de l'art grec, baluard dels neoclàssics. El mateix Edgar Degas va visitar Arezzo i Sansepolcro, d'on trobà la inspiració per a obres com Semiramide a la construcció de Babilonia, avui al Museu d'Orsay, o Joves espartans a la National Gallery de Londres.
L'obra també va ser valorada per l'escriptor Aldous Huxley que tenia una gran admiració per aquest fresc, que va definir com «la més bella pintura del món».
Sembla que les afirmacions de Huxley van estalviar la ciutat de Sansepolcro de les bombes de l'artilleria aliada durant la Segona guerra mundial. De fet, el capità britànic Anthony Clarke conta que un cop ordenat el bombardeig de la ciutat (tot i que els enemics ja s'havien retirat de la ciutat), va interrompre el foc després de recordar-se de l'escrit de Huxley.

## Descripció i estil

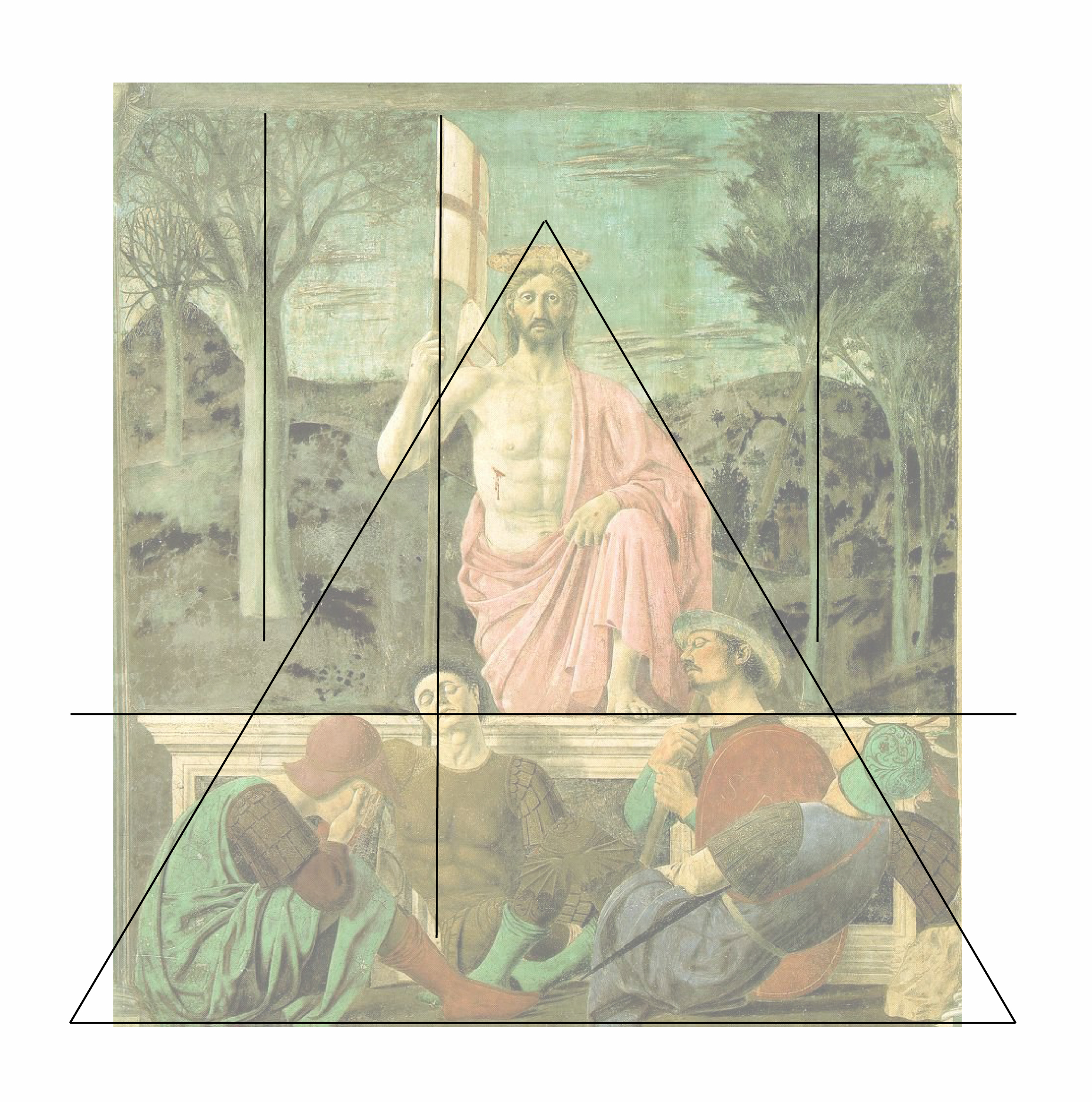
Esquema geomètric del fresc

L'escena és ambientada més enllà d'una obertura imaginària, emmarcada per dues columnes scanalate, un basament (on hi havia una inscripció avui gairebé esborrada) i un arquitrau.
Mentre quatre soldats romans dormen, Crist s'alça del sepulcre tornant a despertar a la vida. La seva figura és la cimera d'un triangle imaginari, que va de la base del sarcòfag a la seva aurèola, suggerit també per les línies de força que defineixen les figures dels soldats. Crist s'incorpora solemne i hieràtic, i la seva figura divideix en dos parts el paisatge: el de l'esquerra, hivernal i moribund, el de la dreta, estiuenc i ben viu. Es tracta d'una referència als cicles vitals, presents ja en la cultura pagana i cultivats per diversos artistes antecessors de Piero, com podem apreciar a Al·legories i efectes del bon i mal govern d'Ambrogio Lorenzetti. Piero s'asseu als peus del sarcòfag i l'asta de la bandera amb la creu, el manté en contacte directe amb la divinitat, com si aquesta inspirés el Piero polític. És possible que l'ensenya croada sigui una referència al primer regne de Jerusalem i a la compilació de les seves lleis; la referència probablement correspon a una voluntat de legitimació de les decisions que es prenien a la seu del govern de la ciutat.
Un altre tema és el del son i la vetlla, amb el contrast entre la part inferior i terrenal dels soldats i la superior, on se situa la divinitat.
La construcció geomètrica de la composició manté les figures abstractes i immutables, gairebé pertanyents a un ordre de comprensió superior. A aquest efecte contribueix la construcció "atlètica" de la figura de Crist, ben dreta i modelada anatòmicament com una estàtua antiga, amb un peu recolzat sobre el viu del sarcòfag, tot subratllant la seva ressurrecció, i la mà dreta que porta l'ensenya de la creu, emblema del seu triomf. Crist està conscientment pintat fora de les regles de la perspectiva que imposaria una vista des de baix.No en va, Piero tenia un ple domini d'aquestes tècniques de rotació dels cossos en l'espai, àmpliament descrites a De prospectiva pingendi. Crist apareix així sostret a les lleis terrenes i més que mai pròxim a l'observador.

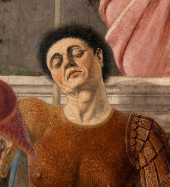
L'autoretrat de Piero

La línia de l'horitzó ressalta els muscles i el cap de Crist. El cel sobre el fons és tipic de les obres de Piero della Francesca, sfumato a l'horitzó buscant un ambient de matinada i puntejat de nuvolets clarobscurs "a cuscinetto".
El soldat sense elm en situació central és probable que sigui un autoretrat de Piero. Darrere d'ell es troba el pal de la bandera que duu Crist, que sembla indicar, com hem dit, la connexió amb Déu, per inspirar el pintor però també l'home polític. En les formes dels soldats recorre a aquelles característiques d'alternança cromàtica tipiques de les obres de Piero: el roig és el color de l'elm i del calçat d'un soldat i de l'escut d'un altre; el verd és present en la cota de malla d'un, en el mantell d'un altre i en el calçat d'un tercer, etc.